# Batman – das erste Jahr
Batman – Das erste Jahr (englisch Batman: Year One) ist ein von DC Comics in den USA 1987 veröffentlichter Comic aus vier Heften der Comicserie Batman (#404–407), mit einer in sich geschlossenen Geschichte. Autor ist Frank Miller, die Zeichnungen sind von David Mazzucchelli. Es wird die Geschichte der Frühzeit von Lieutenant James Gordon und Batman erzählt. Auch die frühe Geschichte einiger anderer Figuren aus dem Batman-Universum wird gestreift.
Der Comic wurde in zahlreiche Sprachen übersetzt und ebenfalls als Animationsfilm adaptiert.

## Handlung
In Batman das erste Jahr kehrt Bruce Wayne, nach 12-jähriger Abwesenheit nach Gotham City zurück und ist entschlossen die Kriminalität zu bekämpfen, da seine Eltern bei einem Raubüberfall erschossen worden sind. Gotham ist zu dieser Zeit eine der schlimmsten Städte. Er versucht das in cognito erste Mal Verbrechen zu bekämpfen, scheitert jedoch, da er von der Polizei angeschossen wird. Er erkennt, dass seine Gegner Angst vor ihm haben müssen und trägt bei seinem nächsten Einsatz erstmals das Fledermauskostüm, welches ihn später als Batman bekannt machen wird.
Lieutenant James Gordon ist einer der wenigen Polizisten, die versuchen Gotham zu retten. Er ist, zusammen mit Barbara, seiner schwangeren Frau, neu in der Stadt. Er wurde versetzt, da er einen Kollegen fälschlicherweise gemeldet hat. Gordon versucht sich in seinem neuen Arbeitsumfeld einzuleben, was nicht ganz gelingt, da er schnell merkt, dass viele seiner Kollegen selbst Kriminelle sind. Der Vorgesetzte von Gordon, Commissioner Loeb, ist ebenfalls korrupt. Da sie Gordon nicht einschätzen können, ist er für Loeb und Flass ein Dorn im Auge. Weshalb sie versuchen ihn einzuschüchtern, indem er von Maskierten mit einem Baseballschläger zusammengeschlagen wird. Gordon erkennt die Stimme von Flass, daher verfolgt und stellt er ihn. Später hat Gordon seinen ersten richtigen Einsatz. Ein Mann hat ein Kind als Geisel genommen. Er löst den Fall ohne Verletzte, auch wenn seine schießwütigen Kollegen das Haus lieber gestürmt hätten. So produzieren die Medien aus ihm einen Helden.
Batman überfällt ein Treffen der einflussreichsten Verbrecher und provoziert sie damit absichtlich. Da auch der Commissioner bei dem Meeting anwesend war, bekommt Gordon den Befehl Batman dingfest zu machen. Gordon plant deshalb eine Reihe von Fallen für Batman, bei der Letzten wird Batman beinahe von den Einsatzkräften getötet wird. Er erkennt aber, dass Gordon ihn nicht töten, sondern nur verhaften wollte und dass der Befehl, ihn zu töten, von Loeb kam. Er kann aber knapp entkommen.
Selina Kyle, eine Domina aus dem Rotlichtviertel, mit der Bruce Wayne eine Begegnung bei seinem ersten Einsatz hatte, kostümiert sich mit einem Katzenkostüm und beginnt eine Raubserie. Da die Einbrüche fälschlicherweise Batman zugewiesen wurden, beschließt sie, um ernst genommen zu werden einen Einbruch bei dem Römer, einen einflussreichen Mann der Unterwelt. Als sie ihm jedoch vor seinem Badehaus gegenüber steht, merkt sie, dass sie in Gefahr ist und ohne Batmans Eingreifen nicht entkommen wäre. James Gordon beginnt eine Affäre mit seiner Kollegin Sarah. Batman verängstigt einen wichtigen Zeugen, damit dieser gegen Flass aussagt, da der Fall ohne einen Insider nicht weit kommt. Nachdem Flass angeklagt und verhaftet wurde, versucht Loeb Gordon mit einem Bild von ihm und Sarah zu erpressen.
Gordon sucht Bruce Wayne auf, da der Verdacht besteht, dass dieser Batman sein könnte. Bruce Wayne mimt bei dieser Befragung den reichen Playboy. Um nicht erpressbar zu sein beichtet Gordon seiner Frau die Affäre und wird kurz darauf Vater. Als letzten Versuch bereiten Römers Gehilfen mit Loebs Hilfe eine Falle für Gordon vor und versuchen seine Frau und Kind zu entführen. Er bemerkt die Falle und erschießt einen der beiden Entführer. Da er nicht weiß, dass Batman auch von der Falle gewusst hat und versucht ihm zu helfen, schießt er auch auf ihn. Die Entführer entkommen und Gordon verfolgt sie bis zu einer Brücke bei der Gordon, der Entführer und Batman herunterfallen und letzterer das Kind von Gordon rettet.
Gordon weiß jetzt, dass er Batman vertrauen kann und einen Verbündeten gewonnen hat. Im letzten Bild sieht man Gordon auf dem Dach des Polizeipräsidiums auf Batman warten. Die aus vielen Batman-Comics vertraute Szene stellt die Verbindung zum bekannten Batman-Universum her.

## Aufbau und Struktur
Batman – das erste Jahr besitzt einen außergewöhnlichen, mehrfach ineinander verschachtelten Aufbau. Die vier „Kapitel“ der Geschichte bilden den ersten Strukturrahmen und orientieren sich wie üblich an der Heftstruktur der Erstveröffentlichung (in vier Heften) und weisen dementsprechende Cliffhanger am Ende der jeweiligen Handlungsabschnitte auf.
Als zweites Strukturelement werden 33 Datumsangaben benutzt, die das titelgebende erste Jahr des zurückgekehrten Bruce Wayne und Gordons in Gotham in 33 unterschiedlich lange Teilabschnitte gliedert. Auf diese Weise wird ein die Heftstruktur überwindender, durchgängiger Orientierungsrahmen erstellt. Auf der Handlungsebene findet sich schließlich das dritte auffällige Strukturelement. Die Erlebnisse von James Gordon und Bruce Wayne werden in zwei konsequent parallel geführten Handlungssträngen erzählt und so zueinander in Beziehung gesetzt. Allein die Exposition (Ereignisse vom 4. Januar) gehört erzähltechnisch sicherlich zu den Glanzlichtern der Graphic-Novel-Literatur.

## Charaktere

### Bruce Wayne / Batman
Bruce Wayne ist ein attraktiver, junger Millionenerbe, dessen Eltern bei einem Überfall ermordet wurden. Daraufhin beschließt er das Verbrechen in seiner Heimatstadt Gotham City im Zaum zu halten. Nach ein paar gescheiterten Versuchen das Verbrechen zu bekämpfen, beschließt er als Fledermaus aufzutreten, um den Verbrechern Angst einzuflößen. Die Polizei in Gotham City steht nicht hinter ihm, sondern verfolgen und jagen den „Batman“, da sie ihn als kaltblütigen Mörder und weiteren Verbrecher sehen. Nur ein Polizist, namens James Gordon, erkennt das Gute und verbündet sich mit ihm, um gemeinsam das Verbrechen in Gotham City zu stoppen.

### James Gordon
Lieutenant James Gordon (auch Jim oder Jimmy genannt) ist neben Bruce Wayne die Hauptfigur in Batman – das erste Jahr. Er wurde nach Gotham versetzt und ist äußerst unglücklich, dass er mit seiner schwangeren Frau Barbara in eine so dreckige und opportunistische Stadt voller Verbrechen ziehen musste. Er findet anfangs keine Freunde oder Verbündete in Gotham und wird von der größtenteils korrupten Polizei gemieden, da sie wissen, dass er ein unbestechlicher und ehrlicher Cop ist. James Gordon lässt sich aber nicht von seinen Kollegen einschüchtern. Selbst nachdem er von dem korrupten Detective Flass und anderen Cops zusammengeschlagen wurde, hält er an seinen Prinzipien fest. Aber dies hat ihm auch gezeigt, dass ein Cop in Gotham härter sein muss und er übt Vergeltung an Flass, indem er ihn ebenfalls zusammenschlägt, wie Flass es mit ihm gemacht hat. Doch selbst James Gordon hat keine weiße Weste, da er eine Affäre mit seiner Kollegin Sarah Essen hatte. Trotzdem sorgt er sich weiterhin um seine Familie. Bald wird seine Affäre aufgedeckt und seine Frau erfährt davon. Letztendlich bleiben sie zusammen, besuchen aber Paartherapiestunden um das Geschehene zu verarbeiten.

### Arnold Flass
Detective Arnold John Flass ist der korrupte Partner und direkter Antagonist von James Gordon während dessen ersten Dienstjahres in Gotham. Sie begegnen sich das erste Mal am Bahnhof, bei Gordons Ankunft. Flass ist ein ehemaliger Green Beret, blond, groß und sehr muskulös. Er benutzt seine Stellung als Polizist, um mit brutaler Willkür mehr für Angst als für Gerechtigkeit zu sorgen. Als es ihm nicht gelingt, Gordon von seinem redlichen Pfad abzubringen, schlägt Flass Gordon gemeinsam mit anderen Kollegen mit Baseballschlägern zusammen. Am Ende werden seine kriminellen Machenschaften aufgedeckt und kommt ins Gefängnis.

### Gillian Loeb
Commissioner Gillian B. Loeb ist in Gotham James Gordons Vorgesetzter bei der Polizei. Er ist jedoch ein gewissenloser und korrupter Mann, der die kriminellen Tätigkeiten seiner Angestellten unterstützt und vertuscht. Ihm wird Gordon, genau wie dem Polizist Flass, gefährlich, als dieser versucht die Korruption aufzudecken. Später versucht Loeb Gordon noch mit der Affäre zu erpressen. Durch Flass Beschuldigungen muss sich Loeb schließlich geschlagen geben und von seinem Amt zurücktreten. Somit wurde Commissioner Loeb von einem der mächtigsten Männer in der Stadt, der mit der Polizei quasi alle Entscheidungen über Gut und Böse in der Hand hatte, gestürzt und hat durch Gordon und Batman alles verloren.

### Harvey Dent
Harvey Dent ist ein junger, ehrgeiziger und aufrechter Staatsanwalt. Er arbeitet früher als Gordon mit Batman zusammen und versorgt ihn mit Informationen über Polizeieinsätze. So kann Batman den Fallen Gordons zu seiner Festnahme entgehen. Batmans und Gordons Bemühungen erlauben es ihm letztlich, Loeb vor Gericht zu bringen.

### Sarah Essen
Sergeant Sarah Essen ist die neue Kollegin von Lieutenant James Gordon. Im Laufe der Handlung gehen sie regelmäßig nach der Arbeit essen. Kurze Zeit später beginnt James eine Affäre mit ihr, obwohl seine Frau schwanger ist. Diese Affäre geht aber langsam zu Ende, da er von Commissioner Loeb mit Fotos, auf denen die beiden intim zu sehen sind, erpresst wird. Die Erpressung ist auch der Grund für Sarahs Versetzung nach New York City zum Ende des Jahres.

### Selina Kyle
Selina Kyle ist eine Domina, die im Rotlichtviertel East End arbeitet und lebt. Sie hat eine Schwäche für Katzen und lebt mit vielen zusammen. Deshalb verkleidet sie sich, inspiriert von Batman, als Katze mit dem Pseudonym Catwoman. Um ihr eigenes Leben zu finanzieren, beschließt sie die Reichen auszurauben.

## Rezeption
Das Werk Batman: Das erste Jahr wurde von der Kritik positiv aufgenommen und gilt nach Batman – Die Rückkehr des Dunklen Ritters als zweitbeste Arbeit Millers für DC mit der Figur Batman. Auch für Zeichner David Mazzucchelli wird der Titel als ein Meilenstein seiner Karriere angesehen. Obwohl ursprünglich in Heftform erschienen, wird das Werk für die damals noch junge Gattung der Graphic Novel als wichtig betrachtet.
Auch kommerziell war und ist Year One erfolgreich; 1987 veröffentlicht ist es noch heute im Handel erhältlich. Für etliche Filme mit der Figur Batman wird es als wichtige Inspirationsquelle angegeben, so u. a. für Christopher Nolans Batman Begins und die Fernsehserie Gotham. Durch den Erfolg von Batman: Das erste Jahr angeregt veröffentlichte DC in der Folge eine Reihe von Comics mit ähnlich klingenden Titeln (Year Two, Year 100, Batgirl: Year One u. a. m.), die jedoch von anderen Teams geschrieben bzw. gezeichnet wurden, inhaltlich nur zum kleineren Teil mit Year One zu tun haben und künstlerisch nicht an das Vorbild heranreichen.

## Verfilmung
2011 hatte eine als Zeichentrickfilm verfilmte Fassung Premiere.